# Rousserolle à bec fin
Acrocephalus gracilirostris
Espèce
Répartition géographique
Statut de conservation UICN

 LC  : Préoccupation mineure
La Rousserolle à bec fin (Acrocephalus gracilirostris) est une espèce de passereaux de la famille des Acrocephalidae, originaire d'Afrique subsaharienne. Elle est aussi appelée Rousserolle à bec mince et Rousserolle du Cap.

## Description

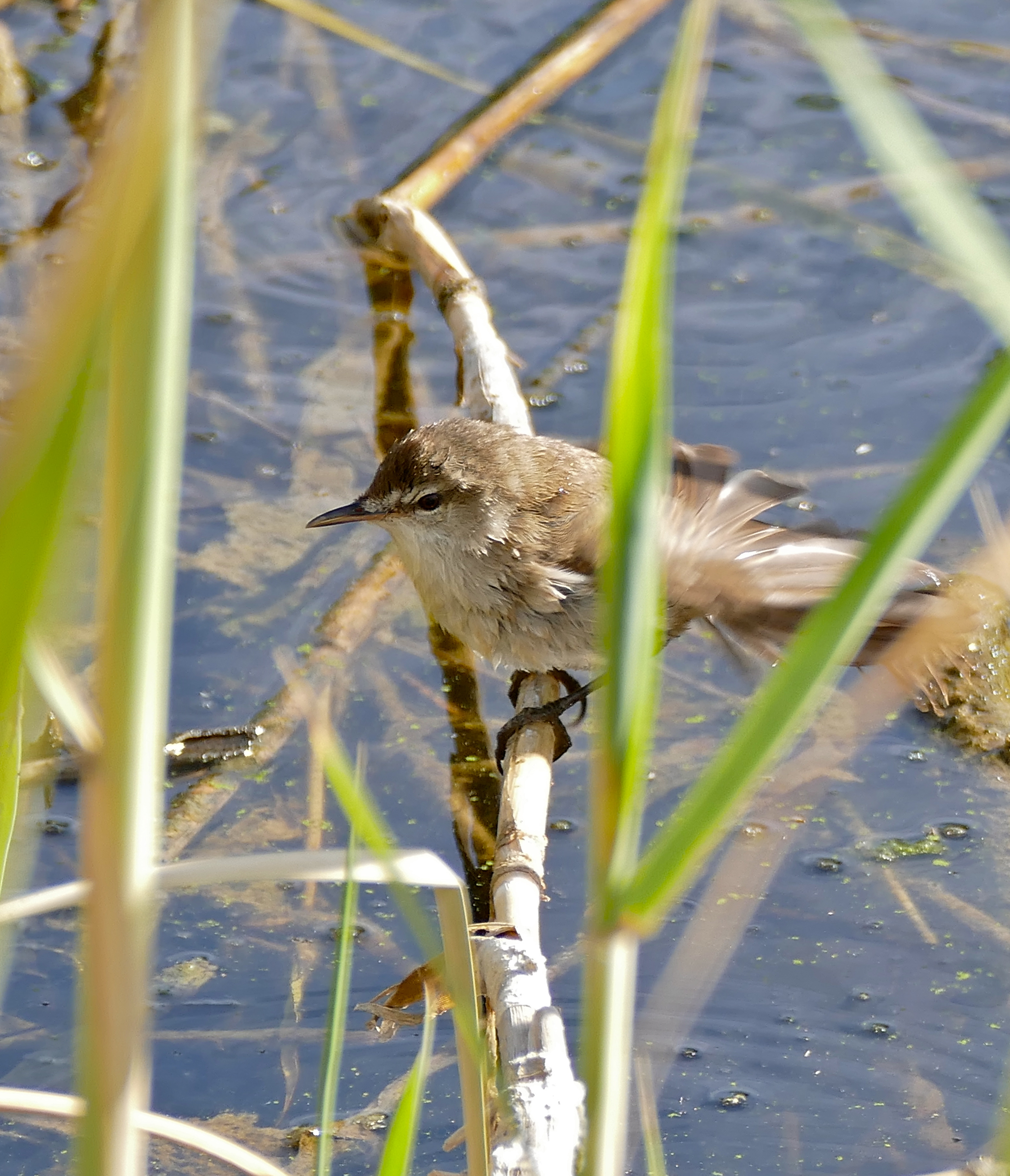

Elle mesure 14 à 16 cm de et pèse environ 20 g. Ses parties supérieures sont de couleur marron aux supercilaires blanchâtres. Ses parties inférieures sont blancs aux flancs légèrement rougeâtres.

## Mode de vie
Elle construit un nid profond en forme de bol composé de bandes de feuilles de roseau, d'herbes et de joncs, dont l'intérieur est tapissé d'herbes plus fines. Elle niche principalement entre août et décembre, les premiers nids suivant les pluies hivernales dans les zones occidentales de la province du Cap. Elle pond généralement deux ou trois œufs bruns.
Elle s'observe souvent à travers les roselières. Elle se nourrit d'insectes et d'autres invertébrés.

## Répartition et sous-espèces
Selon  le la classification de référence du Congrès ornithologique international (14.2, 2024) il existe 8 sous-espèces :
- A. g. neglectus  (Alexander, 1908) — ouest du Tchad
- A. g. tsanae  (Bannerman, 1937) — nord-ouest de l'Éthiopie
- A. g. jacksoni  (Neumann, 1901) — nord-est de la RDC, Soudan du Sud, Ouganda et ouest du Kenya
- A. g. parvus  (Fischer & Reichenow, 1884) — du sud-ouest de l'Éthiopie au nord de la Tanzanie, Rwanda et Burundi
- A. g. leptorhynchus  (Reichenow, 1879) — de l'est de l'Éthiopie à l'est de l'Afrique du Sud
- A. g. winterbottomi  (White, CMN, 1947) — de l'est de l'Angola au nord de la Zambie et sud-ouest de la Tanzanie
- A. g. cunenensis  (Hartert, 1903) — du sud-ouest de l'Angola et nord de la Zambie à l'ouest du Zimbabwe
- A. g. gracilirostris  (Hartlaub, 1864) — sud de la Namibie, Afrique du Sud, sud-est du Zimbabwe et sud du Mozambique